# Eurybrachys isabella
Eurybrachys isabella är en insektsart som beskrevs av Walker 1870. Eurybrachys isabella ingår i släktet Eurybrachys och familjen Eurybrachidae. Inga underarter finns listade i Catalogue of Life.